# Un comodo posto in banca
Un comodo posto in banca (The Bank Dick) è un film del 1940 diretto da Edward F. Cline, ed interpretato dal celebre comico W.C. Fields.
Il film è considerato uno dei preferiti del regista Stanley Kubrick.
Nel 1992 il film è stato scelto per la conservazione dal National Film Registry della Biblioteca del Congresso degli Stati Uniti.

## Trama
Un perdigiorno ubriacone riesce a farsi assumere come guardia di sicurezza in una banca ed a sventare suo malgrado un'importante rapina, così che potrà realizzare il proprio sogno: dirigere un film e diventare ricco.